# Neopsylla teratura
Neopsylla teratura är en loppart som beskrevs av Rothschild 1913. Neopsylla teratura ingår i släktet Neopsylla och familjen mullvadsloppor.

## Underarter
Arten delas in i följande underarter:
- N. t. teratura
- N. t. montana
- N. t. rhagesa